# Коносу

36°3′57″ пн. ш. 139°31′20″ сх. д. / 36.06583° пн. ш. 139.52222° сх. д.
Ко́носу (яп. 鴻巣市, こうのすし, МФА: [koːnosu ɕi̥]) — місто в Японії, в префектурі Сайтама.

## Короткі відомості
Розташоване в північно-східній частині префектури. Виникло на основі середньовічного постоялого містечка на Муцівському шляху. Основою економіки є комерція. Традиційне ремесло — виготовлення коноських ляльок для свята дівчат. Станом на 1 жовтня 2008 площа міста становила 67,49 км². Станом на 1 січня 2009 населення міста становило 119 823 осіб.

## Міста-побратими
- Канеяма, Японія (2006)